# Cromary
Cromary ist eine Gemeinde im französischen Département Haute-Saône in der Region Bourgogne-Franche-Comté.

## Geographie
Cromary liegt auf einer Höhe von 236 m über dem Meeresspiegel, sieben Kilometer südlich von Rioz und etwa 15 Kilometer nördlich der Stadt Besançon (Luftlinie). Das Dorf erstreckt sich im Süden des Départements am Rand der breiten Talebene des Ognon, nördlich des Höhenzuges des Fort de la Dame Blanche (Grande Côte).
Die Fläche des 5,36 km² großen Gemeindegebiets umfasst einen Abschnitt des mittleren Ognon-Tals. Die südliche und östliche Grenze verläuft stets entlang dem Ognon. Dieser fließt hier mit mehreren Mäandern durch eine Alluvialebene, die eine Breite von ein bis zwei Kilometern aufweist und durchschnittlich auf 220 m liegt. Er wird östlich von Cromary zu einem länglichen See aufgestaut. Vom Flusslauf erstreckt sich das Gemeindeareal nordwärts über die Talebene bis auf das angrenzende Plateau, das teils bewaldet, teils mit Acker- und Wiesland bestanden ist. Es besteht aus einer Wechsellagerung von kalkigen und sandig-mergeligen Schichten aus der oberen Jurazeit. Im Nordosten reicht das Gebiet bis in den waldigen Taleinschnitt des Ruisseau de Malgérard, eines rechten Zuflusses des Ognon. Mit 282 m wird im Bois de la Chenove die höchste Erhebung von Cromary erreicht.
Nachbargemeinden von Cromary sind Sorans-lès-Breurey im Norden, Aulx-lès-Cromary und Palise im Osten, Vieilley und Mérey-Vieilley im Süden sowie Perrouse im Westen.

## Geschichte
Erstmals urkundlich erwähnt wird die Adelsfamilie von Cromary im Jahr 1131. Im Mittelalter gehörte das Dorf zur Freigrafschaft Burgund und darin zum Gebiet des Bailliage d’Amont. Cromary entwickelte sich zum Mittelpunkt einer bedeutenden Kastlanei. Zusammen mit der Franche-Comté gelangte das Dorf mit dem Frieden von Nimwegen 1678 definitiv an Frankreich. Heute ist Cromary Mitglied des 33 Ortschaften umfassenden Gemeindeverbandes Communauté de communes du Pays Riolais.

## Sehenswürdigkeiten

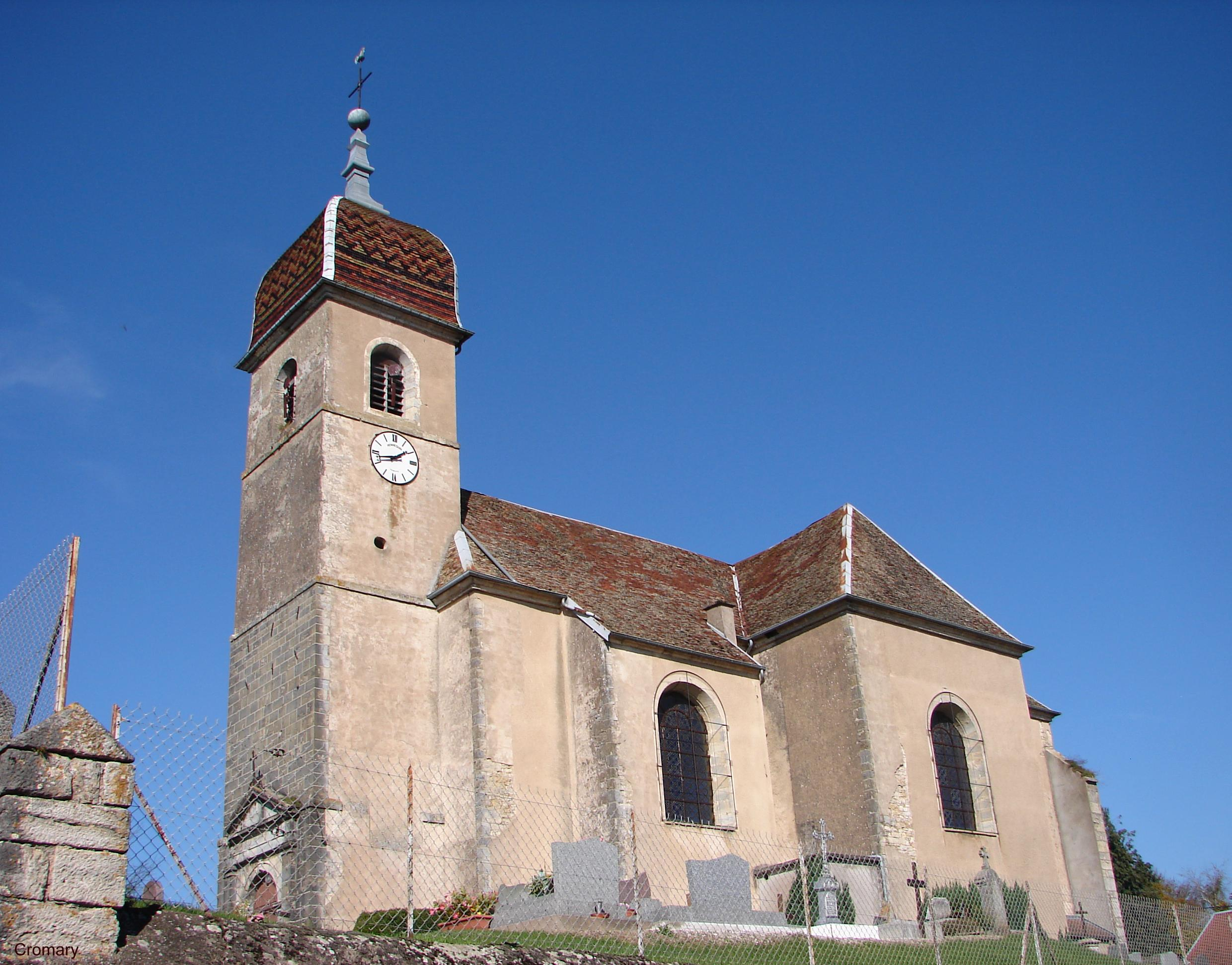
Kirche

Die Kirche von Cromary wurde im 18. Jahrhundert neu erbaut. Zur bemerkenswerten Ausstattung gehören Holzmalereien (16. Jahrhundert) und die Statue der Vierge à l’Enfant (16. Jahrhundert).

## Bevölkerung
| Jahr                       | 1962 | 1968 | 1975 | 1982 | 1990 | 1999 |
| Einwohner                  | 131  | 152  | 177  | 166  | 171  | 164  |
| Quellen: Cassini und INSEE |      |      |      |      |      |      |

Mit 164 Einwohnern (1999) gehört Cromary zu den kleinen Gemeinden des Département Haute-Saône. Nachdem die Einwohnerzahl in der ersten Hälfte des 20. Jahrhunderts deutlich abgenommen hatte (1896 wurden noch 253 Personen gezählt), wurden seit Beginn der 1970er Jahre nur noch geringe Schwankungen verzeichnet.

## Wirtschaft und Infrastruktur
Cromary war bis weit ins 20. Jahrhundert hinein ein vorwiegend durch die Landwirtschaft (Ackerbau, Obstbau und Viehzucht) geprägtes Dorf. Heute gibt es verschiedene Betriebe des lokalen Kleingewerbes. In den letzten Jahrzehnten hat sich das Dorf zu einer Wohngemeinde gewandelt. Viele Erwerbstätige sind deshalb Wegpendler, die in den größeren Ortschaften der Umgebung und in der Agglomeration Besançon ihrer Arbeit nachgehen.
Der Ort liegt abseits der größeren Durchgangsachsen an einer Departementsstraße, die von Voray-sur-l’Ognon nach Loulans-Verchamp führt. Der nächste Anschluss an die Autobahn A36 befindet sich in einer Entfernung von ungefähr 15 km. Weitere Straßenverbindungen bestehen mit Vieilley und Sorans-lès-Breurey.